# 小矢部市消防本部
小矢部市消防本部（おやべししょうぼうほんぶ）は、かつて富山県小矢部市に設置されていた消防部局（消防本部）。管轄区域は小矢部市全域。2011年4月1日に砺波地域消防組合の設立により廃止された。

## 概要
- 消防本部：小矢部市泉町2-37
- 管内面積：134.11km2
- 職員定数：38人
- 消防署1か所、出張所1か所
- 主力機械（2010年4月1日現在）
  - 普通消防ポンプ自動車：3
  - 水槽付消防ポンプ自動車：1
  - はしご付消防自動車：1
  - 救急自動車：2
  - 救助工作車：1
  - 指令車：3
  - 資機材搬送車：1

## 沿革
- 1948年6月1日 - 石動町消防本部・石動町消防署を設置。
- 1962年8月1日 - 石動町・砺中町の合併により小矢部市が発足。小矢部市消防本部を設置。1本部1署（小矢部市消防署）1分遣所（津沢分遣所）体制。
- 1964年8月 - 小矢部市役所新庁舎が落成し、消防本部を市庁舎に併設。
- 1967年7月 - 救急自動車を配備。
- 1971年7月 - 屈折はしご付消防自動車を配備。
- 1980年4月 - 消防本部に課制を導入。
- 1983年2月 - 救助工作車を配備。
- 1994年9月 - 高規格救急自動車を配備。
- 1998年4月 - 津沢分遣所を津沢出張所に改称。
- 2000年4月 - 小矢部市総合消防庁舎が落成。
- 2005年11月 - はしご付消防自動車を配備。
- 2010年8月30日 - 「砺波地域消防組合」の設立を決定[1]。
- 2011年4月1日 - 砺波広域圏消防本部との統合により砺波地域消防組合を設立[2]。消防組織法の2006年改正後では、富山県において初めての広域消防本部となる。

## 組織
- 本部－庶務課、消防課
- 消防署

## 消防署
| 消防署         | 住所     | 出張所        |
| -------------- | -------- | ------------- |
| 小矢部市消防署 | 泉町2-37 | 津沢：岩武921 |